# Nicoya (Costa Rica)
Nicoya es el distrito primero y ciudad cabecera del cantón de Nicoya, en la provincia de Guanacaste, de Costa Rica.
Es la principal población de la península de Nicoya y el centro cultural de la provincia de Guanacaste [cita requerida]. Fue la primera ciudad colonial de Costa Rica y cuenta con la iglesia más antigua conservada de Costa Rica.

## Toponimia
El origen del nombre del cantón, según el historiador costarricense Marqués Manuel María de Peralta, en su ensayo sobre Los Aborígenes de Costa Rica, es amerindio.
Nicoya (del náhuatl: Nekokiaw); de nekok: de ambos lados, de una y otra parte; iaw: su agua, de ī-, el prefijo posesivo de la tercera persona y de āw, lo cual es el posesivo inalienable de ātl, agua; es decir nekok-ī-āw > Nekokiaw, Nicoya; que significa "el agua de ambos lados".

## Historia
En la época precolombina el territorio que actualmente corresponde al cantón de Nicoya, fue parte de una de las provincias de los indígenas denominados Chorotega. 
El primer explorador español en desembarcar y tener contacto con los lugareños fue el capitán Gil González Dávila durante 1522. Aunque la conquista no empezó hasta la expedición de don Francisco Hernández de Córdoba en 1523 y 1524.
Nicoya en el transcurso de su historia como asentamiento humano, ha tenido dos ubicaciones. La primera en el lugar que en el presente se conoce como Pueblo Viejo, en el distrito Mansión, que se denominó Nicoya Vieja, el cual constituyó el mayor poblado indígena de la región antes de la llegada de los españoles. La otra, donde se localiza la actual ciudad cabecera del cantón, que se llamó Nicoya Nueva.
Hacia el año de 1544 se erigió la Iglesia de San Blas de Nicoya.

## Geografía
Nicoya cuenta con un área de 310,66 km² y una altitud media de 123 m s. n. m.
Nicoya está situada en la llanura hidrográfica baja del río Tempisque, en el centro geométrico de la Península de Nicoya. La ciudad está 123 metros sobre el nivel del mar, en el corazón de la "pampa" de Guanacaste. 
Por su baja altitud, goza de temperaturas que rondan los 30 grados durante todo el año, con un clima predominantemente seco y ventoso.
Es el segundo distrito más grande del cantón (después de San Antonio).

## Demografía
Para el año 2022, Nicoya cuenta con una población estimada de 33 316 habitantes, y para el último censo efectuado, en 2011, Nicoya contaba con una población de 24 833 habitantes.
Es donde se encuentra la mayor concentración demográfica del cantón y una de las mayores de la provincia.

## Localidades
- Barrios: Los Ángeles, Barrio Negro, Cananga, Carmen, Chorotega, Guadalupe, Granja, San Martín, Santa Lucía, Virginia.
- Poblados: Cabeceras, Caimital, Carreta, Casitas, Cerro Verde, Cerro Redondo, Cola de Gallo, Cuesta, Cuesta Buenos Aires, Curime, Chivo, Dulce Nombre, Esperanza Norte, Estrella, Gamalotal, Garcimuñóz, Guaitil, Guastomatal, Guineas, Hondores, Jobo, Juan Díaz, Lajas, Loma Caucela, Miramar (noroeste), Nambí, Oriente, Los Planes, Pedernal, Picudas, Pilahonda, Pilas, Pilas Blancas, Piragua, Ponedero, Quirimán, Quirimancito, Sabana Grande, Santa Ana, Sitio Botija, Tierra Blanca, Tres Quebradas, Varillas (Zapotillo), Virginia, Zompopa, San Paublo.

## Cultura

### Deportes
La Asociación Deportiva Guanacasteca tiene su sede en la ciudad.

## Economía

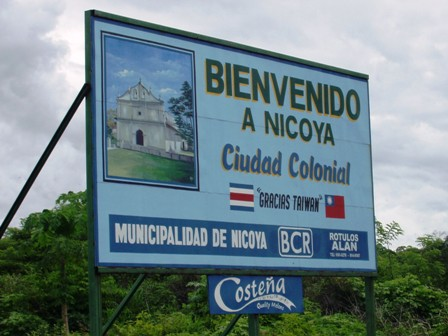
Rótulo de entrada al centro urbano de Nicoya que recuerda la amistad de esa comunidad con Taiwán

La agricultura y el turismo son las principales actividades económicas. Se cultivan melones, frijoles, sandía, arroz y maíz.  También está muy desarrollada la cría de ganado (principalmente ganado vacuno y cerdos). El turismo está en auge. En la costa del Pacífico se merecen una mención balnearios de Playa Sámara, Nosara y Garza.

## Transporte

### Carreteras
Al distrito lo atraviesan las siguientes rutas nacionales de carretera:
- Ruta nacional 21
- Ruta nacional 150
- Ruta nacional 157
- Ruta nacional 905
- Ruta nacional 921